# Grogram

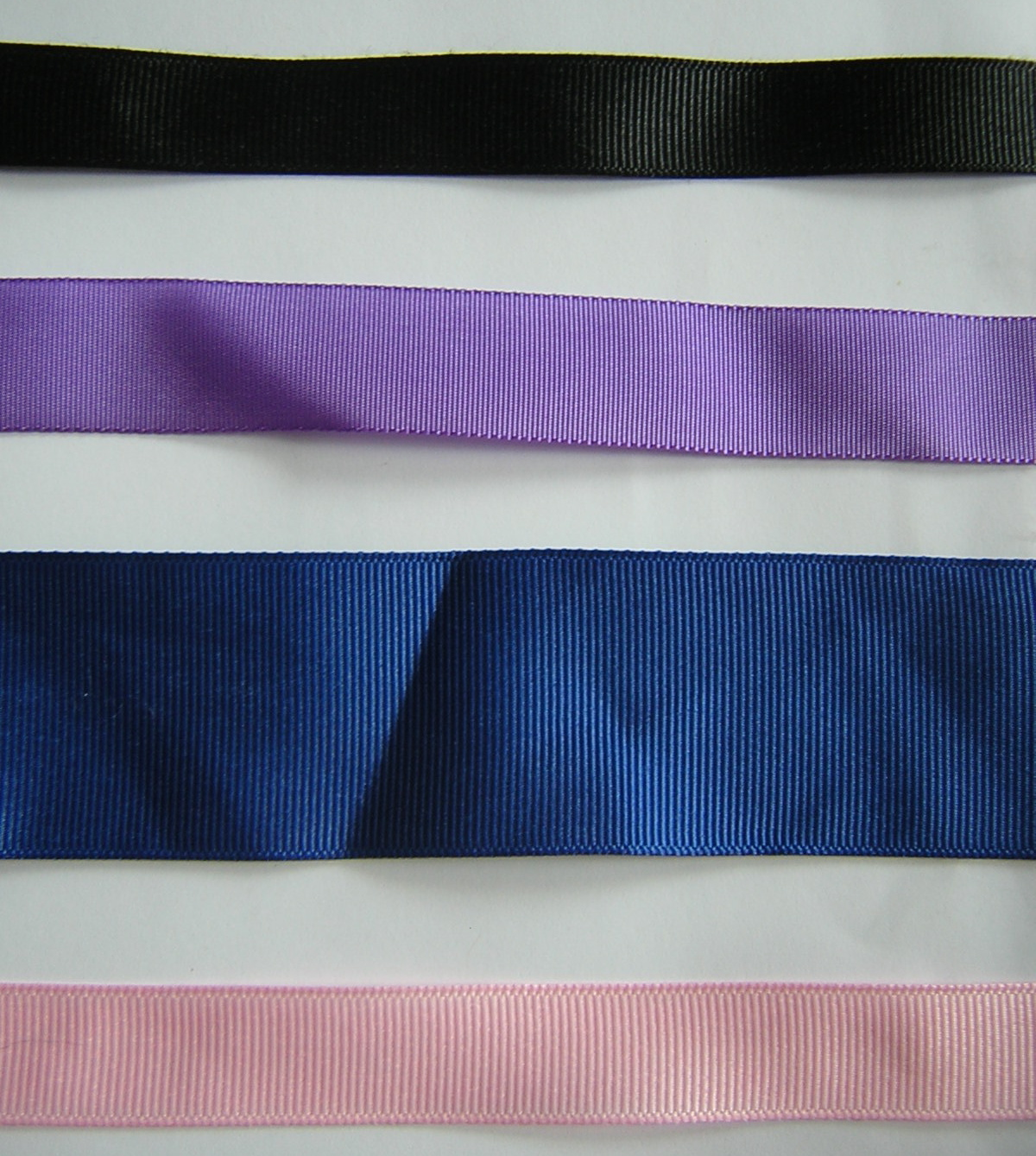
Wstążki z grogramu

Grogram lub grogam (od fr. gros grain – gruboziarnisty) – trwała, bardzo szorstka, gruba tkanina, wykonana z jedwabiu z domieszką wełny lub moheru, bądź z mieszanki tych dwóch materiałów. Często impregnowana przez podbicie gumą. Ze względu na swe wodoodporne właściwości służyła do wyrobu nieprzemakalnych ubrań roboczych oraz marynarskich sztormiaków.
Przezwisko „Grogram” lub „Old Grog” nosił admirał Royal Navy Edward Vernon, uważany za wynalazcę grogu.